# Wierch-Bijawasz
Wierch-Bijawasz (ros. Верх-Бияваш) – wieś (dieriewnia) w Rosji, w Kraju Permskim, w rejonie oktiabrskim. W 2010 liczyła 37 mieszkańców.